# Marie Kinnberg
Marie Kinnberg (Falköping, 6 marzo 1806 – Göteborg, 30 marzo 1858) è stata una fotografa svedese.
Pittrice e pioniera della fotografia in Svezia poco dopo Brita Sofia Hesselius, una delle prime al mondo.

## Biografia
Le notizie che abbiamo sulla sua vita sono scarse. La data di nascita potrebbe non essere il 6 marzo bensì il 6 settembre. Il padre, forse Lars Adrian o Lars Adam (1768-1820), era stato sindaco della cittadina di Falköping. La madre era Anna Cajsa Branting, nata nel 1784. Sappiamo che nel 1826 si stabilì a Göteborg con la madre e la sorella e che nel 1840 dipingeva ad olio. Sappiamo infatti che prese parte all'Esposizione Slöjd a Göteborg nel dicembre 1849 con otto dipinti ad olio.
Nell'estate del 1851 è stata allieva di due fotografi tedeschi itineranti Bernhard Bendixen e Adolf Meyer, "artisti di Amburgo", secondo la pubblicità diffusa sui giornali dalla stessa Kinnberg, i quali oltre alla tecnica del dagherrotipo, iniziarono Kinnberg alla tecnica su carta, una delle prime ad utilizzarla. Non viene descritta la tecnica usata in merito al trasferimento su carta, si presuppone si sia trattato del calotipo (negativi su carta) copiati poi su carta salata oppure che i tedeschi fossero tra i primi a praticare l'ambrotipia.
L'anno successivo aprì uno studio a Göteborg anche se non durò a lungo. Infatti poco dopo uscì un annuncio con l'intenzione di recarsi a Norrköping se, come da annuncio scritto sul giornale locale, ci fosse stata la richiesta di almeno 40 persone di volersi fare un ritratto, ma non sappiamo se questo sia avvenuto oppure no.
Marie Kinnberg morì il 30 marzo 1858, probabilmente di vaiolo, secondo il "Registro dei decessi della parrocchia della cattedrale di Göteborg 1855-1860".